# نبات مائي

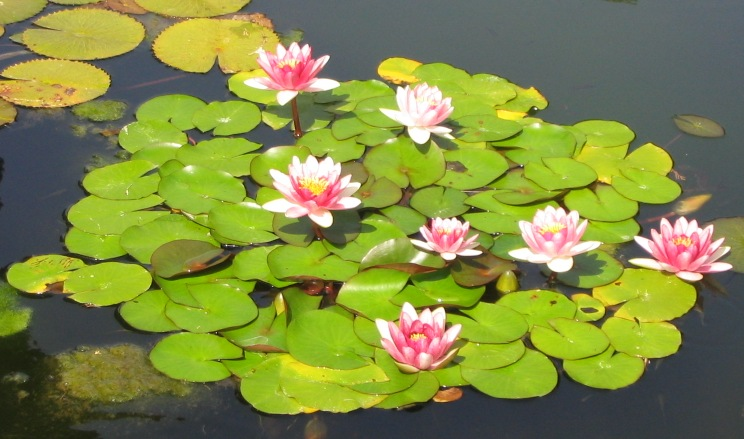
نبات مائي

النباتات المائية أو أرْبَغأنهار والبحار. هناك أنواع عديدة من النباتات المائية.
ويمثل عمق الماء عاملاً مهمًا لهذه النباتات لأنه كلما زاد العمق قل الضوء الذي يصل إليها، ولا تشبه هذه النباتات كثيرا نباتات اليابسة. تتميز هذه النباتات بساق صغيرة وأوراق شفافة أو مسطحة. #free_palestine

## أنماط النباتات المائية
وحسب طريقة وموضع نمو هذه النباتات، تقسم إلى أربعة أنماط:
1. نباتات طافية بشكل حر مثل عدسيات الماء
2. نباتات مغمورة كليًا مثل (بالإنجليزية: Naiad)‏
3. نباتات طافية ومتجذرة في القاع مثل زنبق الماء
4. نباتات ظاهرة وجذورها في الماء مثل (باللاتينية: Isoëtes)

إضافة إلى هذه الأنماط الأربعة، هناك نباتات ظاهرة كليًا مثل ذيل القط (باللاتينية: Typha) ونباتات ضفاف الأودية والأنهار مثل جار الماء.